# Мумия гор Сан-Педро

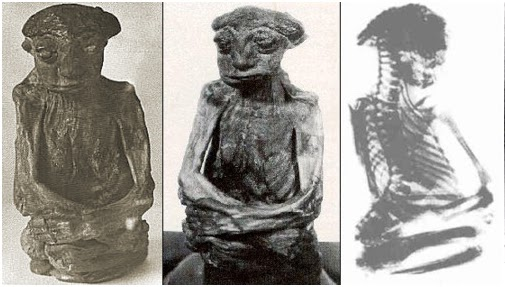
Мумия гор Сан-Педро

Му́мия гор Сан-Пе́дро — мумия человека ростом около 40 см, обнаруженная в октябре 1932 года в горах Сан-Педро, округ Карбон, штат Вайоминг, США, относительно которой не исключалась возможность принадлежности к «маленьким людям» из преданий американских индейцев.

## Общие сведения
В 1932 г. во время добычи золота в горах Сан-Педро, округ Карбон, штат Вайоминг, США, два старателя, Сесил Майн и Фрэнк Карр, взорвали скалу с золотоносной жилой. Когда пыль улеглась, они увидели небольшую комнату, примерно 1,22 м высотой, 1,22 м шириной и около 4,5 м длиной, где обнаружилась мумия крошечного человечка.
По словам золотоискателей, она была в сидячем положении, со скрещенными руками, охватывающими скрещенные же ноги. Вес мумии составлял 340 г, высота в сидячем положении — порядка 18 см, из чего был сделан вывод, что в стоячем положении рост составлял бы 36—46 см. Череп был скошен, глаза выпучены, а тело сохранилось так хорошо, что были видны даже ногти. Голова была покрыта тёмным студенистым веществом.

## Научное исследование
Когда факт о находке мумии был предан гласности, большинство учёных посчитали это обманом: в частности, многие предполагали, что это кукла. В 1950 году, как сообщается, мумия была впервые изучена учёными с помощью рентгеновских лучей; в ходе исследования было определено, что мумия является настоящей, так как снимок выявил её «человекоподобный» скелет. Некоторые кости позвоночника, ключицы и черепа были сломаны. По причине повреждений в верхней части черепа было сделано предположение, что существо умерло насильственной смертью. После исследования мумию объявили телом ребёнка-ацефала, деформированность черепа которого придаёт ему вид взрослого-карлика.
Позже её изучением занимался Джордж Гилл, антрополог из университета Вайоминга и врачи детской больницы в Денвере. Они также заявили, что мумия — это тело ребёнка-ацефала. ДНК-тестирование показало, что это индеец, а с помощью радиоуглеродного анализа учёные установили, что он родился до 1700 года.

## Исчезновение мумии
Согласно информации в статье в газете Casper Star-Tribune от 7 июля 1979 года, имели место дебаты относительно того, была ли мумия мистификацией, мумией ребёнка или мумией одного из «маленьких человечков», легенды о которых распространены в США. Однозначного ответа получено не было.
Далее мумия оказалась в Мититсе, штат Вайоминг, в местной аптеке, где в течение нескольких лет демонстрировалась как диковинка, прежде чем была куплена Иэном Гудменом, бизнесменом из Каспера, Вайоминг. Затем мумия оказалась в руках Леонарда Уадлера, бизнесмена из Нью-Йорка, а далее следы её теряются.
По утверждению Casper Star-Tribune, объявлена награда в десять тысяч американских долларов тому, кто предоставит эту мумию для исследований с целью решения вопроса её принадлежности к так называемым «маленьким людям» из индейских преданий.